# کمال‌آباد (اشکذر)
کمال‌آباد (صدوق)، روستایی از توابع بخش خضرآباد شهرستان صدوق در استان یزد ایران است.

## جمعیت
این روستا در دهستان کذاب قرار دارد و براساس سرشماری مرکز آمار ایران در سال ۱۳۸۵، جمعیت آن ۳۷ نفر (۱۰خانوار) بوده‌است.